# Álvaro Carrilho
Álvaro de Aquino Carrilho (Santo Antônio de Pádua, 5 de agosto de 1930 - Rio de Janeiro, 23 de agosto de 2017) foi um flautista brasileiro.

## Discografia
- Álvaro Carrilho